# Cask Lake
Cask Lake ist ein See bei Wickham auf King Island im australischen Bundesstaat Tasmanien.
Der See ist 380 Meter lang und 290 Meter breit.